# Kristianstad Arena
Kristianstad Arena är en inomhusarena i Kristianstad som invigdes i oktober 2010. Arenan har byggts intill befintliga Kristianstad Idrottshall och Kristianstads järnvägsmuseum på Söder i Kristianstad.
Arenan är en multiarena för idrott, mässor och konserter. Publikkapaciteten är cirka 5 200 vid idrottsarrangemang med läktare på fyra sidor och cirka 5 000 personer med läktare på tre sidor och publik på golvet.
Det första större evenemang som ägde rum i arenan var handbolls-VM 2011, där bland annat semifinalen Danmark–Spanien spelades i arenan.
Publikrekordet för idrott är 5 221 i slutspelsmatchen i handboll den 27 april 2018 mellan IFK Kristianstad och LUGI HF. Publikrekordet för en landskamp är 4 887 i en träningslandskamp i handboll den 10 januari 2012 mellan Sverige och Ryssland inför handbolls-EM 2012. Matchen slutade med svensk vinst 27–19.
Kristianstad Arena är trillingarena med Halmstad Arena och Ystad Arena (som aldrig blev byggd och ej ska förväxlas med nuvarande Ystad Arena). Alla tre ritades av Tengbom arkitekter och hade samma utformning av själva huvudarenan med sportgolv och läktare, men hade olika utformning av byggnadernas exteriörer och tillhörande andra lokaler för idrott. De tre arenorna skulle byggas av NCC med ett års förskjutning. Först ut var arenan i Halmstad som byggdes samman med Sannarpshallen och Sannarpsbadet och stod färdig 2009, året innan Kristianstad Arena som byggdes samman med Idrottshallen stod klar 2010. Året därpå skulle Ystad Arena stå klar i Sandskogen och inrymma sporthall, ishall och badhus, men efter färdig projektering togs ett beslut i Ystad om att den inte skulle byggas. I stället projekterades och byggdes en ny arena vid platsen för Österporthallen i centrala Ystad.